# Liste des maires d'Étaples

Le blason d'Étaples.

Cet article liste les maires qui se sont succédé à Étaples, commune française, située dans le département du Pas-de-Calais et la région Hauts-de-France.

## Liste des maires
| Période           | Période                    | Identité                                            | Étiquette                | Qualité |
| ----------------- | -------------------------- | --------------------------------------------------- | ------------------------ | --- |
| 12 février 1790   | 1790                       | Jean-Baptiste Baudelicque                           |                          | |
| 1791              | 1791                       | Lecat-Cornuel                                       |                          | |
| 1792              | 1792                       | François Grimonpré                                  |                          | Négociant |
| 1792              | 1792                       | Eloi Danel                                          |                          | Chirurgien |
| octobre 1793      | 3 décembre 1793            | Jean-Marie Hove                                     |                          | |
| 3 décembre 1793   | 1794                       | François Grimonpré                                  |                          | |
| 1795              | 1799                       | François Prévost                                    |                          | |
| 19 août 1800      | 7 octobre 1803             | Jean-Baptiste Prévost-Lebas                         |                          | |
| 1804              | 26 août 1819               | Nicolas César Souquet-Marteau                       |                          | |
| 1819              | mars 1829                  | Jean Baptiste Bossus                                |                          | |
| 27 mars 1829      | 18 septembre 1830          | Alexis Le Roi de Barde                              |                          | |
| 16 septembre 1830 | 27 janvier 1835            | Artus Lecat                                         |                          | |
| 28 janvier 1835   | 15 octobre 1837            | Achille Souquet                                     |                          | |
| 16 octobre 1837   | 25 février 1865            | François Prévost                                    |                          | |
| février 1865      | septembre 1865             | Louis Pauchet-Caloin (fait fonction de maire)       |                          | |
| 24 septembre 1865 | 9 août 1868                | César Bigot-Bardétis                                |                          | |
| août 1868         | novembre 1868              | Louis Pauchet-Caloin (fait fonction de maire)       |                          | |
| 8 novembre 1868   | 8 octobre 1870             | Joseph Buquet                                       |                          | |
| 9 octobre 1870    | 14 mai 1871                | Charles Dumoulin                                    |                          | |
| 15 mai 1871       | 6 août 1876                | Joseph Buquet                                       |                          | |
| 7 août 1876       | 29 avril 1882              | Aimé Billiet                                        |                          | |
| 30 avril 1882     | 21 août 1887               | Charles Dumoulin                                    |                          | |
| 21 août 1887      | 4 novembre 1898            | Louis Bigot-Descelers                               |                          | |
| 5 novembre 1898   | 19 mai 1900                | Sidney Delaporte                                    |                          | |
| 20 mai 1900       | 17 novembre 1900           | Roger de Rocquigny du Fayel                         |                          | |
| 18 novembre 1900  | 16 mai 1908                | Louis Roux-Clément                                  |                          | |
| 17 mai 1908       | 18 mai 1912                | Stanislas Rousselle                                 |                          | |
| 19 mai 1912       | 10 décembre 1919           | Jules Ricquier                                      |                          | |
| 11 décembre 1919  | 12 mai 1925                | François Joseph Baillet-Deboffe                     |                          | |
| 17 mai 1925       | 17 mai 1925                | Eugène Bigot (refuse les fonctions)                 |                          | |
| 17 mai 1925       | 18 mai 1929                | Gustave Vassal                                      |                          | |
| 19 mai 1929       | 18 août 1932               | Émile Géneau                                        |                          | |
| 29 septembre 1932 | 18 mai 1935                | Édouard Golliot                                     |                          | |
| 19 mai 1935       | 7 février 1940             | Edmond Debry                                        |                          | |
| 8 février 1940    | 9 juin 1941                | Elphège Pannier (fait fonction de maire)            |                          | |
| 10 juin 1941      | 3 octobre 1941             | Edmond Debry                                        |                          | |
| 3 octobre 1941    | 12 novembre 1941           | Émile de Sainte-Maresville (fait fonction de maire) |                          | |
| 12 novembre 1941  | 5 septembre 1944           | Gustave Tison                                       |                          | |
| 6 septembre 1944  | 26 décembre 1944           | Fernand Bourgy                                      |                          | |
| 27 décembre 1944  | 18 mai 1945                | Elphège Pannier                                     |                          | |
| 19 mai 1945       | 25 octobre 1947            | Marcel Rosey                                        | PCF                      | Chauffeur |
| 26 octobre 1947   | 19 mars 1959               | François Guilluy                                    |                          | Docteur en médecine |
| 20 mars 1959      | 22 novembre 1968           | Albert Héraud                                       |                          | Employé à l'administration maritime                                                                                               |
| 23 novembre 1968  | 5 mai 1981 (décès)         | Jean Bigot                                          | MRP puis CD puis UDF-CDS | Ébéniste Conseiller général du canton d'Étaples (1963 → 1981)                                                                     |
| 6 mai 1981        | 15 juin 1981               | Marie-Madeleine Gauffeny                            |                          | Fait fonction de maire |
| 16 juin 1981      | 18 mars 1989               | Jean-Pierre Lamour                                  | SE                       | |
| 19 mars 1989      | 16 mars 2008               | Marcel Guerville                                    | PS                       | Professeur de mathématiques |
| 17 mars 2008      | 4 avril 2014               | Jean-Claude Baheux                                  | DVG                      | 2e vice-président de la CC Mer et Terres d'Opale (? → 2014)                                                                       |
| 4 avril 2014,     | En cours (au 15 mars 2020) | Philippe Fait Réélu pour le mandat 2020-2026        | DVD puis UDI             | Enseignant Conseiller départemental du canton d'Étaples (2015 → ) 1er vice-président de la CC Mer et Terres d'Opale (2014 → 2017) |

## Pour approfondir